# Bob Bondurant
Robert Bondurant, ameriški dirkač Formule 1, * 27. april 1933, Evanston, Illinois, ZDA, † 12. november 2021, Phoenix, ZDA.

## Življenjepis
Debitiral je na domači in predzadnji dirki sezone 1965 za Veliko nagrado ZDA, kjer je z dirkalnikom Ferrari 158 moštva North American Racing Team zasedel deveto mesto. V tej sezoni je nastopil še na zadnji dirki sezone za Veliko nagrado Mehike, kjer pa je z dirkalnikom Lotus 33 privatnega moštva odstopil. V naslednji sezone 1966 je na prvi dirki sezone za Veliko nagrado Monaka z dirkalnikom BRM P261 osvojil četrto mesto, kar je njegova edina uvrstitev med dobitnike točk. V sezoni je zabeležil še eno diskvalifikacijo, tri odstope ter deveto mesto na dirki za Veliko nagrado Velike Britanije in sedmo mesto na dirki za Veliko nagrado Italije. Ob koncu sezone se je upokojil kot dirkač Formule 1.

## Popolni rezultati Formule 1
(legenda) (odebeljene dirke pomenijo najboljši štartni položaj, poševne pa najhitrejši krog, †-uvrščen kljub odstopu)
| Leto | Moštvo                     | Šasija      | Motor             | 1     | 2       | 3   | 4    | 5   | 6       | 7     | 8       | 9       | 10      | Prv | Toč |
| ---- | -------------------------- | ----------- | ----------------- | ----- | ------- | --- | ---- | --- | ------- | ----- | ------- | ------- | ------- | --- | --- |
| 1965 | North American Racing Team | Ferrari 158 | Ferrari V8        | JAR   | MON     | BEL | FRA  | VB  | NIZ     | NEM   | ITA     | ZDA 9   |         | -   | 0   |
| 1965 | Reg Parnell (Racing)       | Lotus 33    | Climax V8         |       |         |     |      |     |         |       |         |         | MEH Ret | -   | 0   |
| 1966 | Team Chamaco Collect       | BRM P261    | BRM V8            | MON 4 | BEL Ret | FRA | VB 9 | NIZ | NEM Ret | ITA 7 |         |         |         | 14. | 3   |
| 1966 | Anglo American Racers      | Eagle T1G   | Climax Straight-4 |       |         |     |      |     |         |       | ZDA DSQ |         |         | 14. | 3   |
| 1966 | Anglo American Racers      | Eagle T1G   | Weslake V12       |       |         |     |      |     |         |       |         | MEH Ret |         | 14. | 3   |